# ニール・ゲイマン
ニール・リチャード・マッキノン・ゲイマン（Neil Richard MacKinnon Gaiman [ˈɡeɪmən]、1960年11月10日 - ）は、イギリスの作家。短編・長編小説、コミックブックやグラフィックノベルの原作、声劇や映画の脚本で知られる。代表的な作品にはコミックブックシリーズ『サンドマン』、小説『スターダスト』、『アメリカン・ゴッズ』、『コララインとボタンの魔女』などがある。ヒューゴー賞、ネビュラ賞、ブラム・ストーカー賞など多数の文学賞を受けている。同一の作品（『墓場の少年 ノーボディ・オーエンズの奇妙な生活』2008年）に対してニューベリー賞とカーネギー賞の両方を受賞した最初の作家である。

## 生い立ち
ニール・ゲイマンの家系はポーランドなどの東欧系ユダヤ人にルーツを持つ。ニールの曽祖父はベルギーのアントワープからの移民で、1914年までに英国の地を踏んだ。祖父はイングランド南部のハンプシャー州ポーツマスで食料雑貨店のチェーンを開き、父デイヴィッド・バーナード・ゲイマンが後を継いだ。母シェイラ・ゲイマン（旧姓ゴールドマン）は薬剤師だった。クレアとリジーという二人の妹がいる。ニール・ゲイマンは1960年にポーツマス近郊のポーチェスターで生まれた。1965年に転居したウェスト・サセックス州イースト・グリンステッドにはサイエントロジー・センターがあり、両親はそこでダイアネティックスを学んだ。ゲイマンの妹の一人は成人後にロサンゼルスのサイエントロジー教会で活動している。もう一人の妹リジー・カルシオリはこう語っている。「私たちの家の付き合いは、ほとんどサイエントロジーかユダヤ人の親戚の関係でした。子供のころに宗教は何か訊かれたら、答えた相手を面食らわせてしまったでしょうね。「ユダヤ系サイエントロジスト」ですから」ゲイマンによれば彼自身はサイエントロジストではないが、家族が信仰しているサイエントロジーとユダヤ教に対してはいくらかの共感を持っているという。個人的な宗教観については「DCユニバース（DCコミックス社の作品世界）には神がいるよ。この世界については、神の存在がどうのこうの言い立てる気はない。どうだろうな、たぶん確率は半々じゃないか。私にはどうでもいいことなんだ」と述べている。
ゲイマンは4歳ですでに読むことができた。「よく本を読む子供だった。読書が好きだった。何を読んでいても楽しかった。学校ではどの教科もよくできたが、特別多才だったからじゃない。学期の初日に教科書が配られるとすぐ読んでしまったからだ。授業で出てくることはとっくに読んで知っていた」 10歳ごろにはデニス・ホイートリーの著作を読み通し、特に The Ka of Gifford Hillary と The Haunting of Toby Jugg から大きな影響を受けた。学校の図書室で出会ったJ・R・R・トールキンの『指輪物語』には強く引き付けられ、2巻までしか所蔵されていなかったが何度も借り出して読み返した。後に英語と図書の科目で表彰を受け、賞品としてようやく第3巻を手にすることができた。
7歳の誕生日にはC・S・ルイスの『ナルニア国物語』をプレゼントされた。後にこう回想している。「ルイスがよくやる、読者に向けたカッコ書きの意見表明に感嘆した。ルイスはそうやって直接語りかけていた。 … よく思っていた。『すごいな、ほんとにかっこいいや！ 僕もこれやりたい！ いつか作家になったら、カッコ書きを使いこなせるようになろう』って。ものをカッコに入れる力が気に入っていたんだ」
ゲイマンは『ナルニア』シリーズ最終巻が1956年のカーネギー賞を受けたことで文学賞というものの存在を知った。自身が2010年に同じ賞を受けたときには、「これこそ世の中でいちばん重要な文学賞に違いないと思っていた」という記憶を語り、「7歳のころの自分を幸せにできるなら、それはいい人生だ。7歳の自分に手紙を書くようなものだ」とも述懐した。

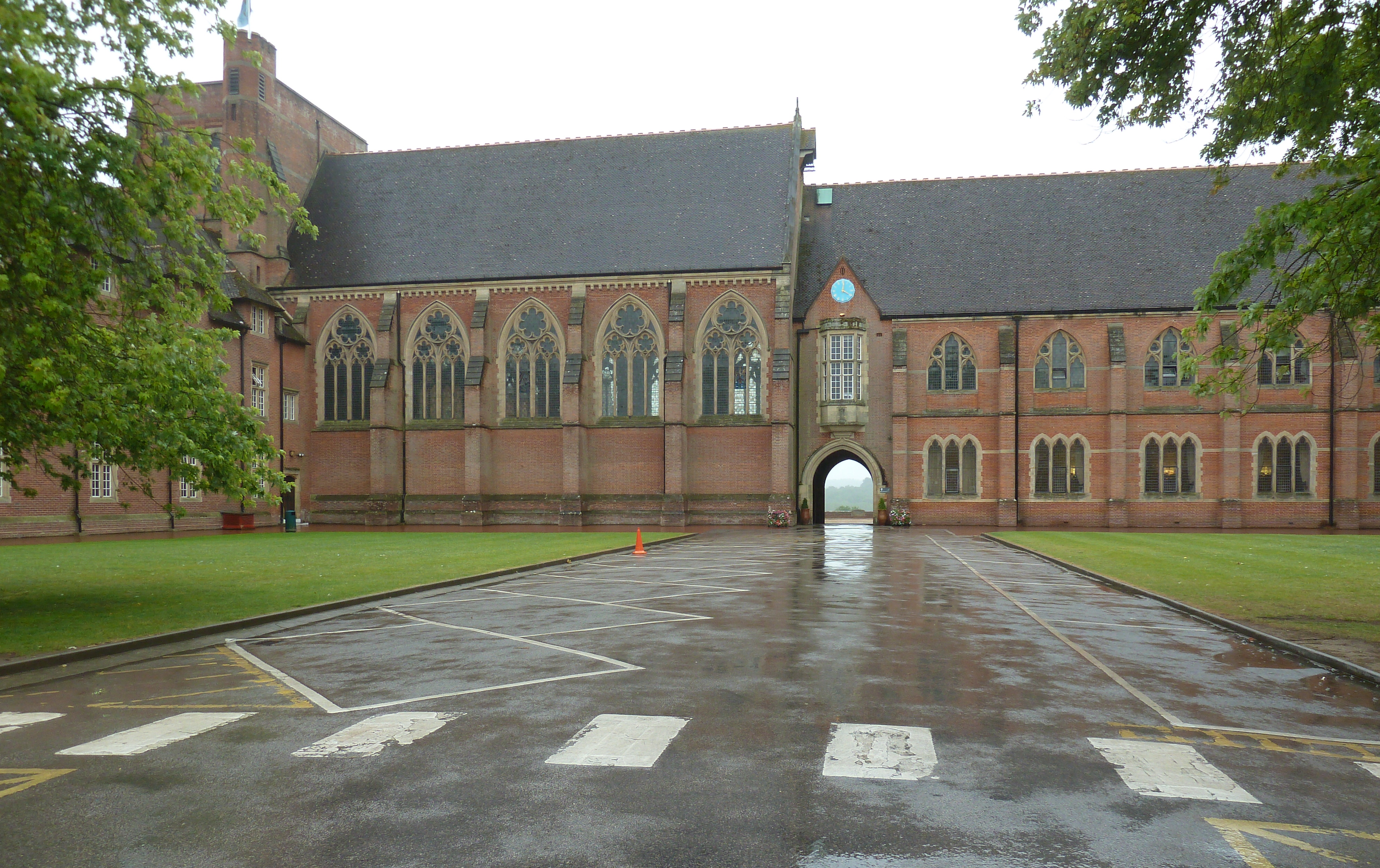
ゲイマンはウェスト・サセックス州アーディングリーのアーディングリー・カレッジで学んだ。

ルイス・キャロルの『不思議の国のアリス』も子供時代の愛読書であり、「永遠の愛読書」「いつもアリスを手に取っていたので、全部覚えてしまった」という。そのほか、幼少期から10代にかけて好んでいた作家としてゲイマンが挙げた作家には、ウィリアム・S・ギルバート、マイケル・ムアコック、ルイス・キャロル、ラドヤード・キプリング、ウィリアム・S・バロウズ、バロネス・オルツィ、H・P・ラヴクラフト、ブラム・ストーカー、ジェームズ・ブランチ・キャベル、カート・ヴォネガット、 G・K・チェスタトン、ホープ・マーリーズ、レイ・ブラッドベリ、ハーラン・エリスン、ジーン・ウルフ がいる。
子供のころにはマーベル・コミックスやDCコミックスのようなアメリカのコミックブックも好んで読んでいた。15歳の時、学校のキャリア・カウンセラーに「将来アメリカンコミックスの原作者になる」と伝え、「それより会計士はどうだ？」とあしらわれたことがある。コミック作画家のスティーヴ・ディッコ、ウィル・アイズナー も好んでいた。
ゲイマンは複数の英国国教会の学校に通った。イースト・グレンステッドのフォントヒル・スクール、アーディングリー・カレッジ（1970–74年）、クロイドンのホイットギフト校（1974–77年） などである。7歳のとき、父親がサイエントロジー教会の広報担当だったことが原因である男子校への入学を拒絶され、それまで通っていた学校に復学したことがあった。イースト・グリンステッドに住んでいた時期は長く、1965年から1980年まで、さらに1984年から1987年まで住んでいた。最初の妻メアリー・マクグラスとは、マクグラスがサイエントロジーを学びながらゲイマンの父が所有する住宅で生活していた時に知り合った。第一子マイケルが産まれた後の1985年に二人は結婚した。

## 文筆活動

### ジャーナリズム、初期の著作、文学的影響
20歳ごろ、9歳のときから愛読していたSF作家R・A・ラファティに手紙を書き、作家になるためのアドバイスを求めるとともに、ラファティのパスティーシュ作品を見せた。ラファティはゲイマンへの返信で励ましや役に立つ情報、文学的なアドバイスを与えた。
もっとも影響を受けた作家はロジャー・ゼラズニイだと語ったことがあり、文語体の文体や題材にその影響が見て取れる。ほかに「私の心を形づくってくれて、著作家の道に向かわせた」という作家には、ムアコック、エリスン、サミュエル・R・ディレイニー、アンジェラ・カーター、ラファティ、アーシュラ・K・ル＝グウィンらがいる。
1980年代の始めには、ジャーナリズムの世界でインタビュー記事や書評を書きながら、出版界について学び、いつか著書を出すときに役立つであろうコネを作っていた。
1984年、駅で売っていたアラン・ムーア原作のコミック『スワンプシング』と出会い、真剣に読むようになった。当時はコミックを子供向けの読み物と思っていたが、ムーアの革新的で力強いアプローチから大きな影響を受け、コミックショップに足しげく通うようになったという。
1984年に出した最初の著書はロックバンドデュラン・デュランの伝記だったが、版元の破産ですぐに書店から消えた。翌年にはキム・ニューマンと共著でSF・ファンタジー・ホラー小説の笑える部分を集めて紹介する本 en:Ghastly Beyond Belief を書いたが、前払金を越える印税は得られなかった。1985年には『ペントハウス』記者の職を提示されたが、ジャーナリズムの世界に骨を埋める気はなかったため断ったという。
この時期はポルノ誌 Knave をはじめとする多くの雑誌にインタビュー記事を書いていた。複数の競合誌で仕事をしていたため、ゲリー・マズグレイヴやリチャード・グレイなどの筆名を使いわけた。1980年代後半には「古典的な英国ユーモリストのスタイル」で『銀河ヒッチハイク・ガイド』の解説本 を書いた。それに次いで書き始めた作品は、後に英国人作家テリー・プラチェットとの共作により、黙示録の到来を題材にした喜劇小説『グッド・オーメンズ』へと発展した。

### コミック
ゲイマンはジャーナリストとして活動している間にコミック原作者アラン・ムーアと親交を持ち、自身も原作を書き始めた。最初に出版されたのは、英国のコミック週刊誌『2000AD』の短編枠「フューチャー・ショックス」に1986年から翌年にかけて掲載されたコミック・ストリップ4編だった。長年の友人となる画家デイヴ・マッキーンとはこの時期に知り合い、グラフィックノベル作品『バイオレント・ケース』、Signal to Nose 、The Tragical Comedy or Comical Tragedy of Mr. Punch の3編を共作した。
1987年2月、米国DCコミックス社の編集者がコミック作家のスカウトのため訪英した。ゲイマンがこのとき持ち込んだ企画は、リミテッド・シリーズ『ブラック・オーキッド』としてDC社から刊行された。DC社の編集者カレン・バーガー（後に新レーベルヴァーティゴを立ち上げることになる）は、『ブラック・オーキッド』の刊行に先立ってゲイマンに別の仕事を依頼した。「サンドマン」という古いキャラクターを独自の解釈でリメイクしてほしいというのだった。
ゲイマンが作り出した『サンドマン』の主人公は、ドリームやモルフェウスなど多くの名を持つ、夢という概念が擬人化された不死の存在だった。『サンドマン』月刊シリーズは1989年1月に開始され、1996年3月に完結した。同シリーズは75号にわたり、10巻の単行本として再刊されてからはスピンオフ作品とともに20年以上にわたって版を重ねている。作画を担当したのは、サム・キース、マイク・ドリンゲンバーグ、ジル・トンプソン、ショーン・マクマナス、マーク・ヘンペル、マイケル・ズリなど。レタリングはトッド・クライン、カラーリングはダニエル・ヴォッツォなど、表紙画はデイヴ・マッキーンによる。『サンドマン』はDC社のトップセラーの一角を占めるようになり、「バットマン」や「スーパーマン」をも上回った。コミック史家レス・ダニエルズは『サンドマン』を「驚くべき傑作」と呼び、「ファンタジーやホラー、アイロニックなユーモアを混ぜ合わせた作風はコミックブックではこれまで見られなかったものだ」と評した。DCコミックス社の重役で原作者でもあるポール・レヴィッツは次のように述べている。「『サンドマン』はグラフィックノベルのシリーズとして初めて規格外の成功を収めた作品だった。それまでコミックを読まなかった層、特に大学生女子を引き付け、コミック読者に変えたのだ。ゲイマン自身も本作で文化的アイコンとなった」
『サンドマン』第8号でゲイマンと作画のドリンゲンバーグは主人公ドリームの姉デスを登場させた。死の擬人化であるデスはドリームに並ぶ人気キャラクターとなった。1993年にリミテッド・シリーズとして刊行されたスピンオフ作品『デス―ハイ・コスト・オブ・リビング』は、DC社の新レーベルであるヴァーティゴの第1弾タイトルとなった。
ゲイマンはジェイミー・デラーノとともに、リック・ヴィーチの後任として『スワンプシング』の原作を務めることになっていた。しかし、スワンプシングがイエス・キリストと出会うというヴィーチのストーリーが1989年にDC社によって却下されると、抗議としてヴィーチ、ゲイマン、デラーノはそろって同誌から手を引いた。
1989年、ゲイマンはDC社の「シークレット・オリジン」シリーズで原作を2編書いた。マーク・バッキンガムの作画によるポイズン・アイビーのストーリーと と、Bernie Mireault とマット・ワグナーの作画によるリドラーのストーリーである。同年に『アクション・コミックス・ウィークリー』に書いた原作はストーリー上の問題があってお蔵入りとなったが、2000年になってから Green Lantern/Superman: Legend of the Green Flame の題で刊行された。
ゲイマンは1990年に英国エクリプス・コミックスのタイトル『マーベルマン』 の原作をムーアから引き継ぎ、作画のマーク・バッキンガムとともに数年にわたって制作を行ったが、版元エクリプスの倒産によりストーリーは未完に終わった。
1990年には『ブックス・オブ・マジック』の原作を書いた。全4号のミニシリーズで、DCユニバースにおける神話と魔術の世界を枠物語の形式で語るものであった。主人公は英国人の少年で、自分が世界でもっとも偉大な魔術師になる運命を背負っていることを知る。
同作は人気を博し、ジョン・ネイ・リーバーの原作による定期シリーズが発刊されるに至った。
ゲイマンは作画家マイケル・ズリとともにスウィーニー・トッドをコミック化し、スティーヴン・R・ビセットが編集するアンソロジー誌『タブー』に連載したが、同誌の終刊により未完となった。
1993年、イメージ・コミックスを設立したトッド・マクファーレンの作品『スポーン』に原作を提供し、アンジェラなどのキャラクターを作り出した。後にゲイマンとマクファーレンの間にキャラクターの著作権をめぐって争いが起きた（#訴訟）。その結果、アンジェラは2013年にマーベルのミニシリーズ『エイジ・オブ・ウルトロン』最終号でマーベル世界に移籍した。
1990年代半ばには、小出版社テクノ・コミックスが企画したシリーズにキャラクターと設定の原案を提供した。企画は変遷の末に、同じ世界の出来事を描く三つのシリーズ（Lady Justice、Mr. Hero the Newmatic Man、Teknophage ） および関連誌に派生した。ゲイマンの名はキャラクターの作者として大きくクレジットされたが、原作は手掛けていない。
エド・クレイマーが編集したアンソロジー Elric: Tales of the White Wolf への寄稿で、マイケル・ムアコックのアンチヒーローであるメルニボネのエルリックに夢中になった少年が主人公の自伝的小説を書いた。1996年にはクレイマーとともにオリジナル短編小説のアンソロジー『サンドマン: ブック・オブ・ドリームズ』を編集した。同書にはトーリ・エイモス、クライヴ・バーカー、ジーン・ウルフ、タッド・ウィリアムズらが名を連ねており、 英国幻想文学大賞にノミネートされた。
DC社とともに米国の二大出版社とされるマーベル・コミックスでは二つのシリーズで原作を書いている。全8号のミニシリーズ『マーベル1602』はアンディ・キューバートとリチャード・イサノーヴの作画で2003年11月から2004年6月にかけて刊行された。全7号のミニシリーズ『エターナルズ』はジョン・ロミータ・Jrの作画で2006年8月から2007年3月にかけて刊行された。
2009年、DCが『バットマン:R.I.P.』に続くエピソードとして出した『バットマン:ザ・ラスト・エピソード』 前後編の原作を書いた。アラン・ムーアの名作『スーパーマン: ザ・ラスト・エピソード』（初版1986年）と対になるものである。2009年に刊行された週刊紙スタイルのシリーズ『ウェンズデイ・コミックス』では、作画家マイク・オールレッドとともに「メタモルフォ」のストーリーを全12回にわたって連載した。『アクション・コミックス』第894号（2010年12月）では、『サンドマン』のデスが登場するストーリーの原作をポール・コーネルと共作した。2013年10月、DCコミックスからJ・H・ウィリアムズ3世の作画で『サンドマン: オーバーチュア』を出した。

### 小説

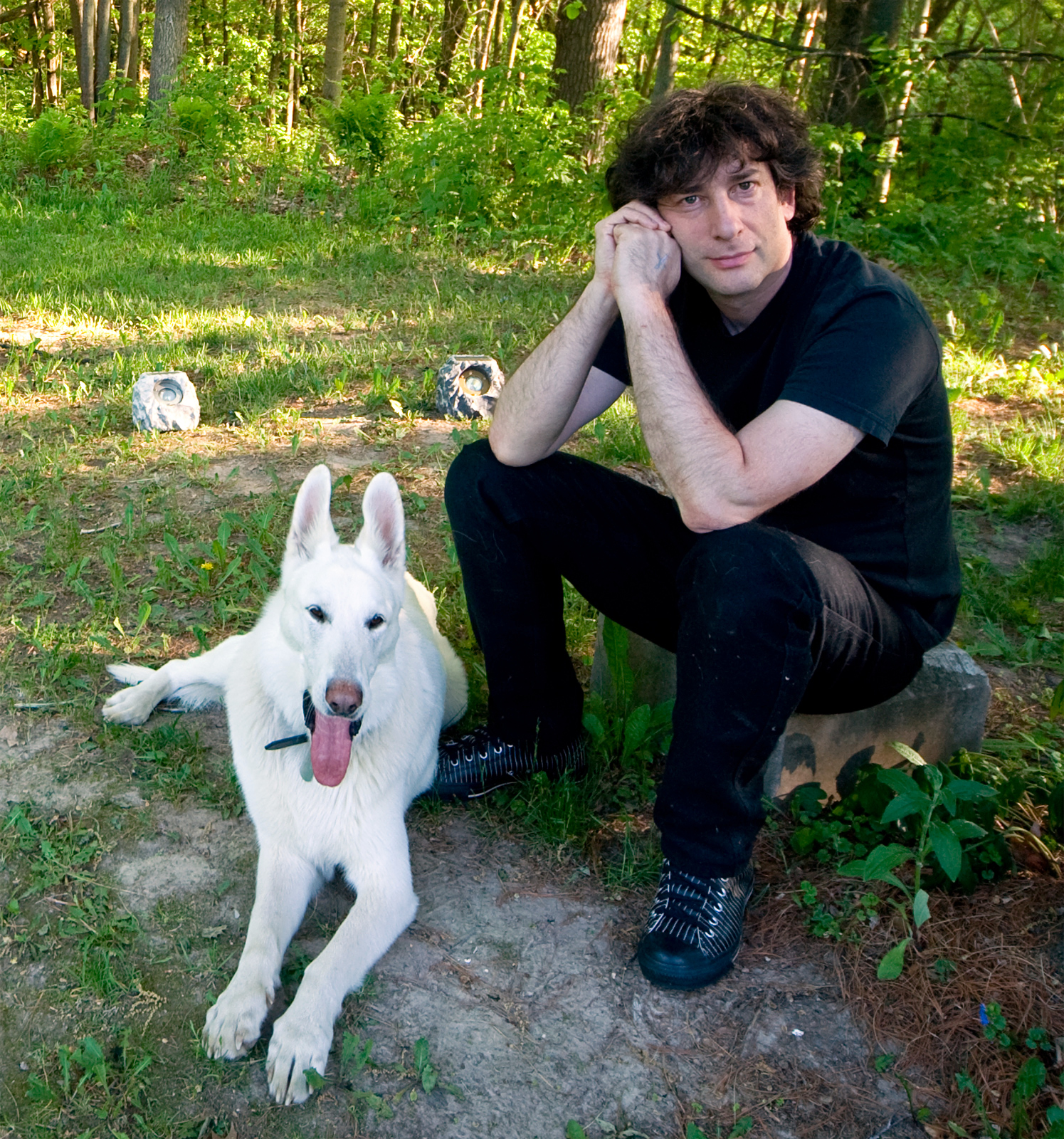
ニール・ゲイマン（2009年）。

1990年、『ディスクワールド』シリーズで知られる作家テリー・プラチェットとの共著で小説第1作『グッド・オーメンズ』を書いた。プラチェットは2011年に、同作は全編にわたって共同で書かれたもので、アイディアも大半は両者に帰属すると語った。執筆・編集作業の負担はプラチェットの方が多かったが、それはゲイマンが『サンドマン』の執筆で時間的余裕がなかったためだという。
ゲイマンは1996年に自身が脚本を書いたBBCの全6回のテレビドラマ『ネバーウェア』をノベライズしたが、単独で執筆した長編小説はこれが第1作となった。小説版『ネバーウェア』はドラマの放映と同時に刊行されたが、内容的にはいくつか大きな相違点があった。後に小説は2度改変されている。一度目はロンドン地下鉄になじみのないアメリカ人読者のため、もう一度はオリジナル版に不満があったためである。
1999年にはファンタジー小説『スターダスト』の初版が発行された。通常版のほか挿絵付き版があった。同作はヴィクトリア朝時代のフェアリーテイルと文化に大きな影響を受けている。
2001年に刊行された『アメリカン・ゴッズ』は、著作中で最大のヒット作の一つで、多くの賞を受けた。2011年には、オリジナルの普及版より12,000ワード長い著者校版テキストを収録した10周年アニバーサリー・エディションが刊行された。
『アメリカン・ゴッズ』に直接的な続編はないが、その登場人物を使った作品は書かれている。本編完結後の主人公シャドウが欧州を旅する姿が描かれた短編作品「谷間の王者―『アメリカン・ゴッズ』後日譚」では、スコットランドを舞台に『アメリカン・ゴッズ』の手法で『ベーオウルフ』の世界が描かれた。2005年の長篇『アナンシの血脈』は、ミスター・ナンシーことアナンシの神話に材を取っている。作中に登場するアナンシの息子の一人は半神、もう一人は平凡で控えめな英国人であり、二人は互いに関係を深めながら、父から共通して受け継いだものを探す。同作は『ニューヨーク・タイムズ』ベストセラーリストの首位を占めた。
2008年の後半には児童書の新作『墓場の少年 ノーボディ・オーエンズの奇妙な生活』が出た。家族が全員殺害され、墓場で幽霊に育てられたノーボディという少年が主人公の物語で、ラドヤード・キップリングの『ジャングルブック』に強い影響を受けている。同作は60週以上にわたって『ニューヨーク・タイムズ』ベストセラーリストのチャプターブック部門トップ10に名を連ねた。
2013年、The Ocean at the End of the Lane が投票によって全英図書賞ブック・オブ・ザ・イヤーに選出された。葬儀のため帰郷した男が40年前に始まった出来事を思い起こす物語で、自己意識や「幼少期と成人期の不連続性」などがテーマである。
2017年2月、数年にわたって取り組んできた北欧神話の改作『物語北欧神話』が刊行された。

### 映像作品など

#### 脚本
ゲイマンはBBCが1996年に放映したダーク・ファンタジー『ネバーウェア』の脚本を書いた。1999年に米国で公開された日本のアニメ映画『もののけ姫』では、オリジナル脚本の英訳を元にして英語版の脚本を執筆した。旧友デイヴ・マッキーンが監督する2005年の映画『ミラーマスク』ではマッキーンと共同で脚本を執筆した。2007年にはロバート・ゼメキス監督の『ベオウルフ/呪われし勇者』でロジャー・エイヴァリーとともに脚本を書いた。
1999年にテレビドラマ『バビロン5』の最終シーズン5のエピソード「死者の日」の脚本を書いた。同作の後半3シーズンで脚本を書いたのは、制作総指揮のJ・マイケル・ストラジンスキー以外にはゲイマンだけだった。
ロバート・ゼメキス監督のもとで進められていたニコルソン・ベイカーの小説『フェルマータ』の映画化では、脚本原稿を少なくとも3編執筆した。しかし企画は頓挫し、ゼメキスは『ポーラー・エクスプレス』の監督に、ゲイマンは『ベオウルフ』の脚本共作に移った。
映画化が検討されたり、公開に至った小説作品はいくつもある。その代表は2007年8月に公開されたマシュー・ヴォーン監督の『スターダスト』である。2009年2月にはヘンリー・セリック監督のストップモーションアニメ『コララインとボタンの魔女 3D』が公開された。2009年のニューベリー賞を受賞した小説『墓場の少年 ノーボディ・オーエンズの奇妙な生活』はロン・ハワードの監督で映画化される予定である。
2007年、10年間にわたって企画段階から進まなかった映画版『デス: ハイ・コスト・オブ・リビング』が、ワーナー・インディペンデントによってゲイマン自身の脚本・監督で製作されることが告知された。プロデューサーはドン・マーフィーとスーザン・モントフォード、エグゼクティブプロデューサーはギレルモ・デル・トロとされた。しかし2010年に製作中止が伝えられた。
ゲイマンが書いた声劇作品2編がシーイング・イヤー・シアターによって上演されている。白雪姫の翻案 Snow, Glass, Apples、および、堕罪以前の天国で起きた最初の犯罪の物語 Murder Mysteries である。これらの声劇は1998年の作品集 Smoke and Mirrors に収録された。
BBCの長寿SFドラマシリーズ『ドクター・フー』でも、マット・スミスがドクターを演じる第6シリーズ（2011年）で脚本を書いている。エピソードのタイトルは変遷を経て "The Doctor's Wife"（邦題「ハウスの罠」）となった。同作は2012年のヒューゴー賞映像部門（短編）を受賞した。後に書いたもう1編のエピソード "Nightmare in Silver"（邦題「銀色の悪夢」）は2013年5月11日に放送された。
2011年にはゲイマンが新作の映画『西遊記』の脚本を執筆することが報道された。
2015年、米国のテレビ局Starzはゲイマンの小説に基づくテレビドラマ『アメリカン・ゴッズ』の製作を決定した。ブライアン・フラーとマイケル・グリーンが脚本とショーランナーを務め、2017年から放送されている。
2019年には、イギリスのテレビ局BBC TwoとAmazonビデオが共同製作でテレビドラマ『グッド・オーメンズ』が放送および配信された。ゲイマンは製作総指揮と脚本を担当した。

#### 出演
米国のテレビ局ヒストリーが2003年に放映したドキュメンタリー番組 Comic Book Superheroes Unmasked に出演した。
『ザ・シンプソンズ』の2011年11月20日放映回 “The Book Job”（邦題「出版会社の裏事情」）にはゲイマンが本人役で出演している。
2018年4月、テレビドラマ『ビッグバン★セオリー/ギークなボクらの恋愛法則』にゲスト出演した。そのエピソード "The Comet Polarization" では、本人役のゲイマンが作中のコミックブックストアについて行ったツイートが物語の中心になる。

### 出演作品一覧
| 年   | タイトル                                        | 役名                              | 出演エピソード                      |
| ---- | ----------------------------------------------- | --------------------------------- | ----------------------------------- |
| 2010 | アーサー                                        | 本人（声の出演）                  | "Falafelosophy/The Great Lint Rush" |
| 2011 | ザ・ギルド                                      | 本人                              | "Downturn"                          |
| 2011 | ザ・シンプソンズ                                | 本人（声の出演）                  | "The Book Job"                      |
| 2013 | Jay and Silent Bob's Super Groovy Cartoon Movie | Albert the Manservant（声の出演） |                                     |
| 2015 | The Making of a Superhero Musical               | Melvin Morel                      |                                     |
| 2016 | Neil Gaiman Dream Dangerously                   | 本人                              |                                     |
| 2018 | ビッグバン★セオリー                             | 本人                              | "The Comet Polarization"            |
| 2018 | LUCIFER/ルシファー                              | 神                                | 『昔々の物語』                      |

### ラジオ
2013年3月、ラジオドラマ版『ネバーウェア』全6回がダーク・マッグズの脚色によりBBCラジオ4およびラジオ4・エクストラで放送された。出演はリチャード役にジェームズ・マカヴォイなど。
2014年9月にゲイマンとテリー・プラチェットはBBCラジオ4とともに共著『グッド・オーメンズ』の初ドラマ化に着手した。同年12月、30分のエピソード5回と黙示録的なクライマックスを描く1時間の最終回という形で放送が行われた。

### 公演活動など
ゲイマンは小説や詩の公開朗読会を数多く開いており、ミュージシャンの妻アマンダ・パーマーとともに公演ツアーも行っている。公演では歌を披露することもあり、「いかにも小説家の歌い方」「声が歌になっていない」 と評されている。
2015年にはロング・ナウ協会で "How Stories Last"（物語はいかに生き続けるか）という題で講演を行い、ストーリーテリングの本質と、人類文化の中で物語がどのように続いてきたかについて語った。

### ブログとツイッター
2001年2月、『アメリカン・ゴッズ』の版元は脱稿のタイミングでプロモーションサイトを作成し、ゲイマンが校閲・出版・プロモーションの進捗を書き記すブログを設置した。同書の刊行後、そのサイトは総合的なニール・ゲイマン公式ウェブサイトへと発展した。ゲイマンのブログ投稿の多くは、公私の生活やその時の作品制作に関わることである。また読者からのメールを紹介したり、質問に答えたりすることもあり、ファンと直接交流する場にもなっている。ブログを書く理由については「執筆は、死ぬことと同じで、孤独な作業だから」と述べている。『アメリカン・ゴッズ』当時のブログからの抜粋はNESFAプレスから刊行された雑文集 Adventures in the Dream Trade に収録されている。ブログ開設7周年には、記念として小説『アメリカン・ゴッズ』が1か月にわたってフリーでオンライン公開された。
ソーシャル・ネットワーキング・サイトのTwitterでも盛んに活動しており、2018年6月時点で270万人のフォロアーがいる。ユーザー名は@neilhimself である。2013年にIGNから「コミック界のベスト・ツイッタラー」として紹介され、投稿が高く評価された。Tumblrでもアカウントを持っており、主として質問に回答する場として使っている。

## 人物

### 家庭

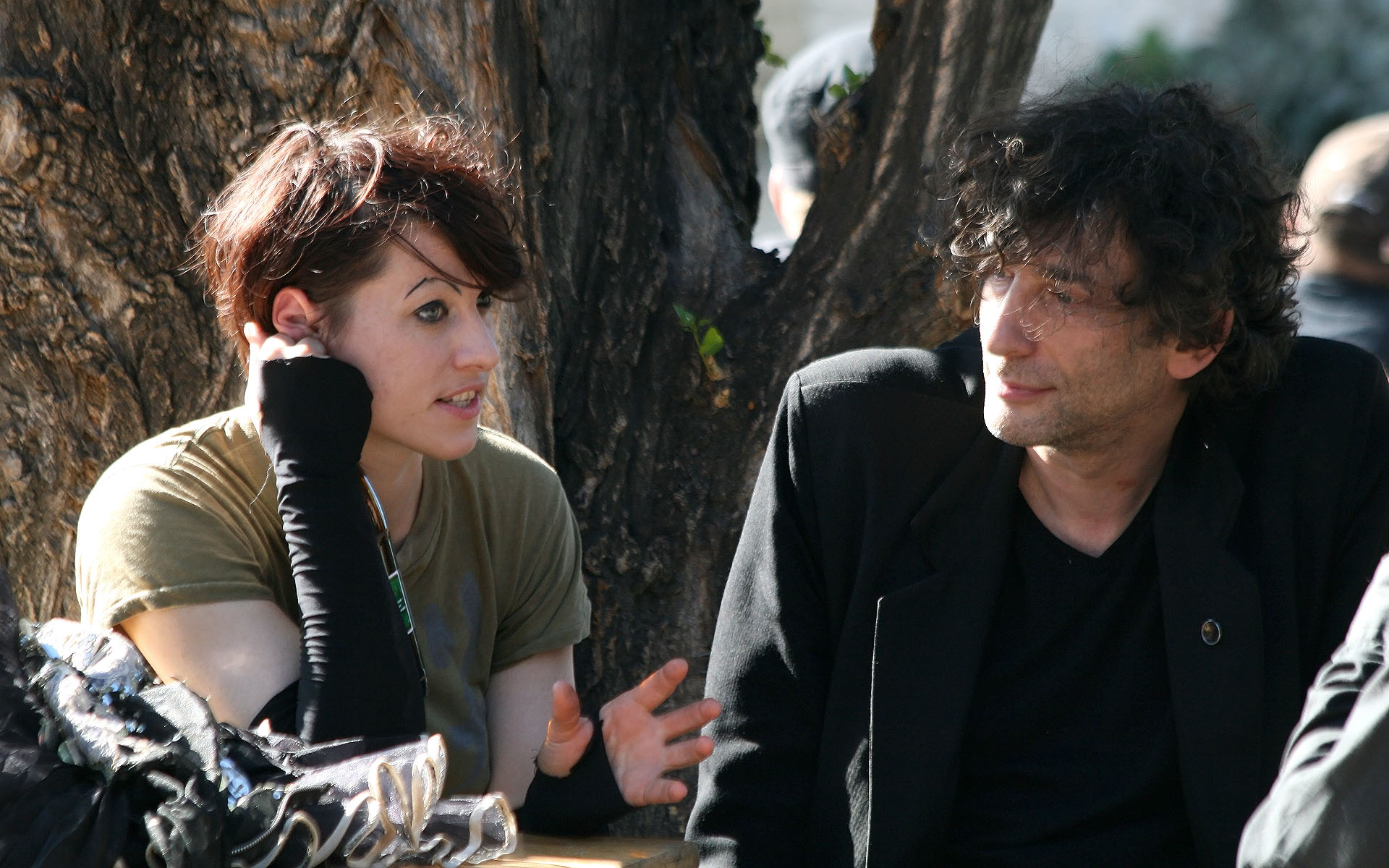
ニール・ゲイマンとアマンダ・パーマー（ウィーン、2011年）。

1992年に当時の妻メアリーや3人の子供とともに米国ウィスコンシン州に移り住んだ。2013年時点ではマサチューセッツ州ケンブリッジに在住していた。2014年、ニューヨーク州アナンデール・オン・ハドソンにあるバード大学言語学・文学部で5年任期の教養学教授に就任した。
シンガーソングライターの妻アマンダ・パーマーとはオープン・マリッジを実践している。二人は2009年6月に交際を認め、2010年1月1日にTwitterで婚約を報告した。パーマーは2010年11月16日に、ニューオーリンズで開かれたゲイマンの誕生会で私的なフラッシュモブ・ウェディングを執り行った。法的に婚姻の手続きをとったのは2011年1月2日であった。
結婚式が行われたのは、ともに作家であるアイアレット・ウォルドマンとマイケル・シェイボン夫妻の私邸の応接間であった。パーマーとの結婚にあたって、ゲイマンは妻のミドルネーム「マッキノン」を自らの名の一部に取り入れた。2015年3月18日、ゲイマンとパーマーはFacebookとTwitterを通じて第一子の懐妊を報告した。2015年9月16日に男児が誕生し、アンソニーと名付けられた。

### 社会的主張
2016年、国際連合の難民機関UNHCRが難民問題に対する意識向上のために製作した動画で "What They Took With Them" と題する詩のリレー朗読が行われ、その中にニール・ゲイマンも名を連ねた。ゲイマンはその翌年にUNHCR親善大使に任命された。
ゲイマンはコミック弁護基金を支持しており、運営委員の一人でもある。

### トーリ・エイモスとの交友
ミュージシャンのトーリ・エイモスとの交友はよく知られている。エイモスは『サンドマン』のファンで、ゲイマンと知り合う前に制作された1992年のソロ・デビュー・アルバム収録曲「Tear in Your Hand」において 「If you need me, me and Neil'll be hangin' out with the dream king. Neil says hi by the way（何か用があれば、私とニールは夢の王のところにいるから。ニールもよろしくって言ってるよ）」 と歌っている。ほかの曲にもゲイマンからの引用は多く、「Space Dog」、Horses 、Carbon 、「Not Dying Today」 の歌詞に「ニール」が登場する。またエイモスは『サンドマン』のキャラクターを元にして「Sister Named Desire」という楽曲を作り、ゲイマンのトリビュート・アルバム『en:Where's Neil When You Need Him?』に提供した。
ゲイマンも小説作品『スターダスト』で喋る木のキャラクターとしてエイモスを登場させた。またエイモスのアルバム『ボーイズ・フォー・ペレイ 〜炎の女神〜』や『スカーレッツ・ウォーク』のツアーブックに短編小説を書いたり、『アメリカ人形軍団』のツアーブックにメッセージを寄せたり、『ストレンジ・リトル・ガールズ』のキャラクターそれぞれにバックストーリーを書いたりしている。ゲイマンのグラフィックノベル『デス: ハイ・コスト・オブ・リビング』ではエイモスが序文を書き、表紙絵のモデルとなった。ゲイマンはエイモスの娘タッシュの名付け親でもあり、エイモスとタッシュに「Blueberry Girl」という詩を贈っている。ゲイマンはこの詩を2008年10月の『墓場の少年』朗読会ツアー中に朗読している ほか、2009年3月に チャールズ・ヴェスの挿絵で書籍化した。

## 訴訟
1993年、ゲイマンはトッド・マクファーレンとの間に『スポーン』の原作を1号書く契約を交わした。同作は新会社イメージ・コミックスの人気作だった。マクファーレンは誕生間もない『スポーン』を広めるため、ゲイマンのほかアラン・ムーア、フランク・ミラー、デイヴ・シムら著名な原作者を1号ずつゲストに迎えていた。
ゲイマンが筆を取った第9号では、アンジェラ、カリオストロ、メディーヴァル・スポーン という3人の新キャラクターが登場した。前号までに語られたところでは、主人公スポーンはもと政府機関の暗殺者で、死後に強いられて地獄の手先になったが、ストーリーの動機を欠いていた。ゲイマンが作り出したアンジェラは残忍で敵意に満ちた天使で、スポーンの強敵というだけでなく善悪の対極にあるキャラクターだった。カリオストロは主人公に知識や助言を与えるメンター的な役回りだった。メディーヴァル・スポーンはこの世界にも歴史があることや、「ヘルスポーン」たちが必ずしも邪悪な存在ではないことの証明であるばかりか、すべてを仕組んだ仇敵である悪魔マレボルギアの新たな一面を引き出す活躍を見せた。
当初の意図通り、マクファーレンはそれ以降10年にわたってそれらのキャラクターを『スポーン』関連タイトルで使用し続けた。しかし2002年初頭にゲイマンが訴訟を起こし、3キャラクターは第9号の原作者（ゲイマン）と作画者（マクファーレン）の共同所有であって、シリーズの作者であるマクファーレンだけに帰属するものではないと主張する書状を提出した。マクファーレンがゲイマンの認可や印税の支払いなしに問題のキャラクターを使用したことは、ゲイマンにとっては自身の著作物への侵害であり、最初に口頭で交わした契約への違反であった。そもそも、キャラクターの所有権を巡るこのような対立は、マクファーレンをはじめとするアーティストがイメージ・コミックス社を設立した最大の理由だった（ただし、イメージ創立組が対立した相手は既存のコミック出版社だった）。
初めのうちマクファーレンは、ゲイマンがキャラクターの権利を保持していることを認め、自身が別のキャラクター「マーベルマン」に対して所有していた権利と「交換」しようと申し出た。マクファーレンはエクリプス・コミックスが債務整理を行った際にマーベルマンの権利を購入したと主張しており、ゲイマンはかつて執筆していたマーベルマンを再開することに関心を持っていた。しかし後にマクファーレンは、ゲイマンが書いた原作は職務著作物であって、著作権は完全に自身に帰属すると主張した。これに対して裁判長は、「著作権の譲渡は書面によらなければならない」という法的要件を主な根拠としてマクファーレンに不利な裁定を下した。
控訴裁判所は2004年2月に第一審の裁定を支持し、ゲイマンとマクファーレンに3キャラクターの共同所有権を与えた。裁判長ジョン・C・シャバズは裁決文でカリオストロについて以下のように述べた。「問題の表現作品、すなわちコミックブック・キャラクターのニコラス・カリオストロ伯爵は、ゲイマンとマクファーレンの共同著作物であり、制作者二人の寄与はまったく同程度と考えられ、ゆえにその著作権は両者が所有するものとされる」アンジェラとメディーヴァル・スポーンについても同様の分析により同様の結果が導かれた。
訴訟の主体は、ゲイマンおよび、『マーベルマン（別名ミラクルマン）』の法的権利を整理するために設立されたマーベルズ・アンド・ミラクルズLLCだった（これらの名はマーベル・コミックスとは無関係である）。ゲイマンは訴訟費用を得るため2003年にマーベル・コミックスで『マーベル1602』の原作を書いた。『マーベル1602』の利益はすべてマーベルズ・アンド・ミラクルズが受けることになっていた。マーベル・コミックスは2009年にマーベルマンの権利を取得した。
2010年にゲイマンは再び訴訟を起こし、『スポーン』キャラクターのダークエイジ・スポーン、ドミナ、ティファニーの3人は、彼がマクファーレンと共同で創作した3キャラクターの派生物だと申し立てた。裁判官はゲイマンの主張を認め、同年9月までに問題を解決するようマクファーレンに命じた。

## 作風
コミック研究誌 ImageTexT は2008年のニール・ゲイマン特集号で「ゲイマンはコミック研究の試金石である」「卓越した文学性と圧倒的な人気により、あまりにも早くコミック界の規範に昇りつめてしまったため、いまだに批評的研究の基盤が存在しない」と述べ、「間テクスト性指向、文学と歴史への深く幅広い言及、コミックおよび短編・長編小説作家としての明白な力量」に研究対象としての価値を認めた。ゲイマン自身はコミックというメディアで物語を語る利点を尋ねられて次のように答えたことがある。小説は長い歴史を持っており、たとえば自作が2000年前に書かれた『黄金のロバ』と比べて優れたものであるのか、常に自問せざるを得ない。それに対して、コミックは未開拓なメディアであり、誰も考えたことがないようなものを書いているという実感が得られるという。
ゲイマン作品はジョーゼフ・キャンベルの『千の顔を持つ英雄』で論じられた単一神話構造の典型と見られることが多い。ゲイマン自身は同書を読了しなかったと述べている。「確か半分ほど読んだところで、もし書いてあることが本当なら、これ以上知りたくないなと思い始めた。絶対知らない方がいい。それが本当のことだから、作ったものが偶然そのパターン通りだったっていう方がいい。パターンを誰かに教えられるより」
デイヴィッド・ラッドは小説『コラライン』の研究で、同作がフロイトのいう「不気味なもの (Unheimlich)」を自由自在に使いこなしていると論じた。

### 文学的引喩
ゲイマンは作品に非常に多くの引喩を込めることで知られている。例として、メレディス・コリンズは『スターダスト』がヴィクトリア朝時代の文化とフェアリーテイルからの引喩にどれほど依存しているか論評している。コミック作品『サンドマン』でも著名な作家や文学に関するキャラクターが数多く登場する。「水夫の楽園」というキャラクターの見た目はG・K・チェスタトンをモデルにしており、ウィリアム・シェイクスピアやジェフリー・チョーサーも作中に登場する。シェイクスピアの作品『夏の夜の夢』 や『テンペスト』の登場人物も借用され、数々の神話や過去の歴史が利用されている。
ゲイマンの『墓場の少年』を分析した書誌学者・司書リチャード・ブライラーは、ホレス・ウォルポールの『オトラント城奇譚』（1764年）からシャーリイ・ジャクスンの『丘の屋敷』（1959年）にいたるまでのゴシック小説に共通するパターンや、それらへの引喩があることを指摘し、結論として「学者が代々「ゴシック」とみなしてきた作品やキャラクター、テーマ、設定を [… 利用しながらも、]それらを転覆し、大人になることのポジティブな面に焦点を当て、学ぶことや友情や犠牲的行為の価値を強調する作品を生み出した」と述べた。ゲイマン自身は、またしても自作がゴシックと結び付けて論じられたことについて「『サンドマン』がゴシックなのかどうかもまだ解決していないのに」と片付けている。
クレイ・スミスによれば、ゲイマンがテクスト性を巧みに操って夢にも匹敵するような「原フィクション (protofiction)」を生み出しうることは、多くの批評家によって認められている。しかしスミス自身は、ゲイマンの引喩は作者の作品に対する権威に奉仕するものでしかないと論じた。

## 主な受賞歴
- 1991年から1993にかけて、ハーベイ賞を以下の部門で受賞した。
  - 1991年、原作者部門（『サンドマン』）
  - 1992年、原作者部門（『サンドマン』）
  - 1993年、継続シリーズもしくはリミテッド・シリーズ部門（『サンドマン』）
- 1991年から2014年の間に、ローカス賞を以下の部門で授賞・ノミネートされた。
  - 1991年、ファンタジイ長編部門次点（テリー・プラチェットとの共著『グッド・オーメンズ』）[161][162]
  - 1999年、ファンタジイ長編部門次点（『スターダスト』）[161][163]
  - 2002年、ファンタジイ長編部門（『アメリカン・ゴッズ』）[161][164]
  - 2003年、ヤングアダルト部門（『コララインとボタンの魔女』）[161][165]
  - 2004年、中編部門（『翠色の習作』）[161]
  - 2005年、短編部門（『顔なき奴隷の禁断の花嫁が、恐ろしい欲望の夜の秘密の館で』）[161]
  - 2006年、ファンタジイ長編部門（『アナンシの血脈』）[161]。同書はヒューゴー賞にもノミネートされたが、ゲイマンはこの作品がどちらかというとSFではなくファンタジーであり、ほかの著者にチャンスを譲りたいという理由で辞退した[166]。
  - 2006年、短編部門（『サンバード』）[161]
  - 2007年、短編部門（『パーティで女の子に話しかけるには』）[161]
  - 2007年、短編集部門（『壊れやすいもの』）[161]
  - 2009年、ヤングアダルト部門（『墓場の少年』）[161]
  - 2010年、短編部門（ An Invocation of Incuriosity [161]、Songs of the Dying Earth 収録）[167]
  - 2011年、短編部門（ The Thing About Cassandra 、Songs of Love and Death 収録）[161][168]
  - 2011年、中編部門（ The Truth Is A Cave In The Black Mountains [161]、 Stories 収録）[168]
  - 2014年、ファンタジイ長編部門（ The Ocean at the End of the Lane ）
- 1991年から2009年の間に、アイズナー賞を以下の部門で受賞した。
  - 1991年、継続シリーズ部門（『サンドマン』、ニール・ゲイマンと複数の作画家による）[169]
  - 1991年、グラフィック・アルバム再刊部門（『サンドマン: ドールズ・ハウス』、ニール・ゲイマンと複数の作画家による）[169]
  - 1991年、原作者部門（ニール・ゲイマン、『サンドマン』）[169]
  - 1992年、単一号もしくはストーリー部門（『サンドマン』第22-28号、「シーズン・オブ・ミスツ」）[169]
  - 1992年、継続シリーズ部門（『サンドマン』）[169]
  - 1992年、原作者部門（ニール・ゲイマン、『サンドマン』および『ブックス・オブ・マジック』、『ミラクルマン』）[169]
  - 1993年、継続シリーズ部門（『サンドマン』）[169]
  - 1993年、グラフィック・アルバム初刊部門（ Signal to Noise 、ニール・ゲイマンとデイヴ・マッキーン作）[169]
  - 1993年、原作者部門（ニール・ゲイマン、『ミラクルマン』および『サンドマン』[169]
  - 1994年、原作者部門（ニール・ゲイマン、『サンドマン』および『デス: ハイ・コスト・オブ・リビング』）[169]
  - 2000年、漫画関連書籍部門（『サンドマン: 夢の狩人』、ニール・ゲイマンと天野喜孝）[170]
  - 2004年、短編部門（「デス」、ニール・ゲイマンおよびP・クレイグ・ラッセル作、『サンドマン: エンドレス・ナイツ』収録）[170]
  - 2004年、アンソロジー部門（『サンドマン: エンドレス・ナイツ』、ニール・ゲイマン他作、編集者カレン・バーガー、シェリー・ボンド）[170]
  - 2007年、アーカイブコレクションもしくはプロジェクト、コミック・ブック部門（『アブソルート・サンドマン』第1巻、ニール・ゲイマン他作）[170]
  - 2009年、ティーンおよびトゥイーン対象書籍部門（『コララインとボタンの魔女』、ニール・ゲイマン作、P・クレイグ・ラッセル翻案[170]
- 1991年、サンディエゴコミコン・インターナショナルにおいてインクポット賞を受賞した[171]。
- 2000年から2004年の間に、ブラム・ストーカー賞を以下の部門で受賞した。
  - 2000年、イラストレーテッド・ナラティヴ部門（『サンドマン: 夢の狩人』）[161][172]
  - 2001年、長編小説部門（『アメリカン・ゴッズ』）[161]
  - 2003年、若年向け作品部門（『コララインとボタンの魔女』）[161][173]
  - 2004年、イラストレーテッド・ナラティヴ部門（『サンドマン: エンドレス・ナイツ』）[161]
- 2002年から2016年の間に、ヒューゴー賞を以下の部門で受賞した。
  - 2002年、長編小説部門（『アメリカン・ゴッズ』）[161][174]
  - 2003年、中長編小説部門（『コララインとボタンの魔女』）[161]
  - 2004年、短編小説部門（『翠色の習作』）[161]
  - 2009年、長編小説部門（『墓場の少年 ノーボディ・オーエンズの奇妙な生活』）[161]。モントリールで開催された第67回世界SF大会で授与された。ゲイマンは大会のプロ名誉ゲストでもあった[175][176]
  - 2012年、映像短編部門（『ドクター・フー』「ハウスの罠」）[89][90]
  - 2016年、グラフィック・ストーリー部門（『サンドマン: オーバーチュア』）[177]
- 2002年から2003にかけて、ネビュラ賞を以下の部門で受賞した。
  - 2002年、長編小説部門（『アメリカン・ゴッズ』）[161][174]
  - 2003年、中長編小説部門（『コララインとボタンの魔女』）[161]
- 2006年から2010年の間、英国幻想文学大賞を以下の部門で授賞・ノミネートされた。
  - 2006年、長編部門（『アナンシの血脈』）[161][178]
  - 2007年、短編集部門（『壊れやすいもの』）[161]
  - 2009年、長編部門最終候補（『墓場の少年 ノーボディ・オーエンズの奇妙な生活』）[179]
  - 2010年、コミック・グラフィックノベル部門（『バットマン:ザ・ラスト・エピソード』、ニール・ゲイマンとアンディ・キューバート作）[161]
- 2010年、シャーリイ・ジャクスン賞を以下の部門で受賞した。
  - 中編部門（The Truth Is A Cave In The Black Mountains）[180]
  - 2010年、アンソロジー部門（Stories: All New Tales 、ニール・ゲイマンとアル・サラントニオ編集）[180]
- 1991年、世界幻想文学大賞短編部門を受賞（『サンドマン』シリーズ A Midsummer Night's Dream 、ニール・ゲイマンとチャールズ・ヴェス作）[161]。
- 1991年から1993年にかけて、コミックス・バイヤーズ・ガイド（英語版）賞人気原作者部門を受賞。
- 1997年から2000年にかけて、コミックス・バイヤーズ・ガイド賞人気原作者部門にノミネート。
- 1997年、コミック弁護基金 Defender of Liberty 賞[181]。
- 1999年、ミソピーイク賞一般文芸部門を受賞（『スターダスト』挿絵入り版）[161][182]。
- 2003年、英国SF協会賞短編部門を受賞（『コララインとボタンの魔女』）[161]。
- 2004年、アングレーム国際漫画祭シナリオ賞（『サンドマン: シーズン・オブ・ミスツ』）[183]。
- 2005年、クィル賞グラフィックノベル部門を受賞（『マーベル1602（英語版）』）[184]。
- 2006年、ミソピーイク賞一般文芸部門を受賞（『アナンシの血脈』）[161]。
- 2007年、ボブ・クランペット人道賞[185]。
- 2007年、スクリーム賞におけるコミコンアイコン賞[186]。
- 2009年、ニューベリー賞（『墓場の少年 ノーボディ・オーエンズの奇妙な生活』）[187]。
- 2009年、アウディ賞8-12歳児対象書籍部門、年間最優秀オーディオブック部門を受賞（『墓場の少年 ノーボディ・オーエンズの奇妙な生活』オーディオ版）[188]。
- 2009年、ブックトラスト・ティーンエイジ賞（『墓場の少年 ノーボディ・オーエンズの奇妙な生活』）。
- 2010 年、アメリカ図書館協会によって全米図書館週間の名誉会長に選出された[189]。
- 2010年、カーネギー賞（『墓場の少年 ノーボディ・オーエンズの奇妙な生活』）。同一作でカーネギー賞とニューベリー賞を両方受賞した最初の作家となった[5][6][190][191][192]
- 2011年、レイ・ブラッドベリ賞（英語版）映像部門を受賞（リチャード・クラークとともに、「ハウスの罠」『ドクター・フー』）[193]。
- 2012年、フィラデルフィアのユニバーシティ・オブ・アーツから名誉博士号を授与された[194]。
- 2013年、全英図書賞（英語版）ブック・オブ・ザ・イヤー（The Ocean at the End of the Lane）[195]。
- 2015年、Goodreadsチョイス・アワード2015ファンタジー部門を受賞（Trigger Warning）[196]。
- 2016年、セント・アンドルーズ大学より名誉博士号（文学）を授与された[197]。
- 2018年、ニュー・アカデミー文学賞にノミネートされた[198]。

## 著作
主要な作品のみ記載。en:Neil Gaiman bibliographyも参照。
- グッド・オーメンズ (Good Omens, 1990) - テリー・プラチェットと共著
- ネバーウェア (Neverwhere, 1996) - 1997年ブラム・ストーカー賞受賞、1998年ミソピーイク賞 中長編小説部門受賞、2002年イギリスSF協会賞受賞
- スターダスト (Stardust, 1999) 1999年 ローカス賞ノミネート[163]
- アメリカン・ゴッズ (American Gods, 2000) - 2002年ヒューゴー賞 長編小説部門、ローカス賞 ファンタジイ長篇部門受賞、ブラム・ストーカー賞受賞
- コララインとボタンの魔女 (Coraline, 2002) - 2003年ヒューゴー賞 中長編小説部門、ローカス賞 ヤングアダルト部門、2002年イギリスSF協会賞受賞
- アナンシの血脈 (Anansi Boys, 2005) - 2006年ローカス賞 ファンタジイ長篇部門受賞
- 墓場の少年 ノーボディ・オーエンズの奇妙な生活 (The Graveyard Book, 2008) 2009年ニューベリー賞、ヒューゴー賞、ローカス賞ヤングアダルト部門、カーネギー賞受賞、英国幻想文学賞、世界幻想文学大賞ノミネート[199]
- 壊れやすいもの (Fragile Things: Short Fictions and Wonders) - 短編集
  - パーティで女の子に話しかけるには - 収録作品、2007年ヒューゴー賞 短編小説部門ノミネート[200][201]、2007年ローカス賞 短編部門受賞[202]

### コミック原作
- 『サンドマン』(The Sandman) - 世界幻想文学大賞、アングレーム国際漫画祭最優秀シナリオ賞、多数のアイズナー賞を受賞。
  - 『サンドマン 夢の狩人－ドリームハンター』(The Sandman: Dream Hunters) - 作画は天野喜孝。アイズナー賞漫画関連書籍部門を受賞。
  - 『サンドマン: エンドレス・ナイツ』(The Sandman: Endless Nights) - ブラム・ストーカー賞イラストレーテッド・ナラティブ部門受賞。
  - 『サンドマン 序曲』(The Sandman: Overture) - ヒューゴー賞グラフィック・ストーリー部門受賞。
  - 『デス: ハイ・コスト・オブ・リビング』(Death: The High Cost of Living)
  - 『デス: タイム・オブ・ユア・ライフ』(Death: The Time of Your Life)
- 『バイオレント・ケース』(Violent Cases)
- The Books of Magic

### 脚本
- TVドラマ『ネバーウェア』（英BBC）
- 映画『もののけ姫』：英語吹替版の脚本
- 映画『ミラーマスク』（2005年）
- 映画『スターダスト』（2007年） ※製作も手掛けている
- 映画『ベオウルフ/呪われし勇者』（2007年）
- TVドラマ『ドクター・フー』（英BBC）
- TVドラマ『アメリカン・ゴッズ』 (2019年)
- TVドラマ『グッド・オーメンズ』(2019年)

### 制作総指揮
- TVドラマ『アメリカン・ゴッズ』 (2017年)
- TVドラマ『グッド・オーメンズ』(2019年)
- TVドラマ『サンドマン』（2022年）